# Jacob Grandison
Jacob Grandison (San Francisco, California, 2 de abril de 1998), es un jugador de baloncesto estadounidense con nacionalidad finlandesa. Con 1,98 metros de estatura, juega en la posición de escolta. Es internacional con la Selección de baloncesto de Finlandia.

## Trayectoria deportiva

### Universidad
Nacido en San Francisco y criado en Oakland, California. Su madre, Carina, es de Helsinki, Finlandia, y conoció al padre de Grandison, James, en California cuando ella era una estudiante de intercambio en los Estados Unidos. Se formó en la Phillips Exeter Academy de Exeter, New Hampshire hasta 2017, cuando ingresó en el College de Holy Cross, situado en Worcester, Massachusetts, donde jugaría durante dos temporadas la NCAA con los Holy Cross Crusaders, desde 2017 a 2019.
Tras una temporada en blanco, en 2020 ingresó en la Universidad de Illinois en Urbana-Champaign, donde jugaría durante otras dos temporadas la NCAA con los Illinois Fighting Illini, desde 2020 a 2022.
En 2022, cambiaría de universidad para formar parte de la Universidad Duke en Durham (Carolina del Norte), con el que disputaría su última temporada universitaria la NCAA con los Duke Blue Devils. En sus temporadas universitarias promedia 1300 puntos en su carrera, 8.6 puntos de media en 5 temporadas y porcentajes del 44.3 en tiros de campo y del 36.4 desde el triple.

### Profesional
El 27 de octubre de 2023, firma por el Club Bàsquet Menorca de la Liga LEB Oro. El 26 de enero de 2024 finalizó su contrato de tres meses con el club menorquín.
El 27 de febrero de 2024 se mudó a Finlandia y firmó con Salon Vilpas de la Korisliiga para el resto de la temporada 2023-24.
El 28 de febrero de 2025 fichó hasta final de temporada con el PAOK BC de la A1 Ethniki griega.

### Selección nacional
Es internacional con la Selección de baloncesto de Finlandia, con quien jugó el Mundial FIBA 2023 de Filipinas, Japón e Indonesia.